# Bertrada de oudere

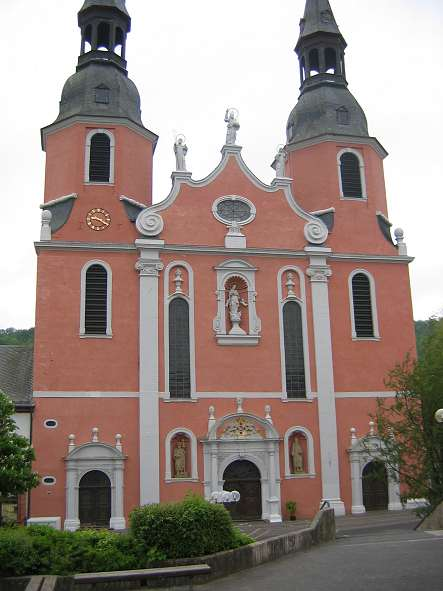
Voormalige abdijkerk - Sint-Salvatorkerk in Prüm

Bertrada de Oudere (ca. 680 - na 721), ook Bertrada van Prüm, is de overgrootmoeder van Karel de Grote. Zij is vermoedelijk dochter van Hugobert en Irmina van Oeren. 
Van haar is alleen bekend dat ze in 721 samen met haar zoon Charibert van Laon de Abdij van Prüm sticht, met hulp van de Abdij van Echternach. Ze doen ook samen een schenking aan de Abdij van Echternach.
De Abdij van Prüm zal een van de belangrijkste kloosters worden voor de Karolingen.